# 乙酸镧
乙酸镧（乙酸镧(III)）化学式La(CH3COO)3，俗名醋酸镧，为可溶于水的白色粉末。

## 制备
由氧化镧(III)和乙酸酐反应得到：
La2O3 + 3 (CH3CO)2O → 2 La(CH3COO)3
也可用氧化镧和50%乙酸反应得到：
La2O3 + 6 CH3COOH → 2 La(CH3COO)3 + 3 H2O